# Northampton District
Northampton var mellan 1974 och 2021 ett distrikt i Storbritannien. Det låg i grevskapet Northamptonshire och riksdelen England, i den södra delen av landet, 100 km nordväst om huvudstaden London. Distriktet hade 212 069 invånare (2011).
Den 1 april 2021 blev det en del av den nya enhetskommunen West Northamptonshire.